# تاتا تله‌سرویسز
تاتا تله‌سرویسز (انگلیسی: Tata Teleservices) شرکت مخابرات هندی است، که در سال ۱۹۹۶ توسط راتان تاتا تأسیس شد.